# Láska opravdivá
Láska opravdivá je amatérský mužský pěvecký sbor založený roku 2009 v Brně při Ústavu hudební vědy Filozofické fakulty Masarykovy univerzity. Velikost tělesa se pohybuje okolo 20 až 25 členů, jimiž jsou zejména studenti a absolventi Masarykovy univerzity (převážně uměnovědných oborů, ale i přírodovědných a jiných).
LO se zaměřuje na sborovou tvorbu českých klasiků, především Leoše Janáčka a Bedřicha Smetany, a dále na pravoslavné skladby z rozličných období, v církevní slovanštině i živých slovanských jazycích. Příležitostně se uplatňuje i ve scénickém zpěvu, spolupracovala např. s Vladimírem Franzem, Tomášem Vtípilem, Milošem Štědroněm nebo divadlem Husa na provázku.

## Historie a složení sboru
Sbor založili roku 2009 brněnští hudební vědci a pedagogové Jan Špaček (*1977) a Jaroslav Černocký (*1973), kteří ho následně vedli jako dvojice sbormistrů. Mezi jejich motivace patřilo obnovit vyhasínající českou tradici mužských pěveckých sborů a systematicky studovat málo prováděná, leč kvalitní sborová díla. Pro název Láska opravdivá se stala inspirací stejnojmenná Janáčkova sborová skladba z roku 1876. Sbor je od počátku veden jako vyučovací předmět a funguje pod záštitou Masarykovy univerzity, konkrétně Ústavu hudební vědy, v jehož prostorách mívá i pravidelné zkoušky. Přirozeně jsou tak jeho členy vesměs současní či bývalí studenti univerzity, ačkoliv to pro přijetí do sboru není podmínkou.
Láska opravdivá je klasický čtyřhlasý mužský sbor s přibližně vyrovnaným zastoupením všech hlasů - první (horní) a druhý (dolní) tenor a první bas (též označovaný jako baryton) a druhý bas (či jen krátce "bas"). Zatímco sbormistr Černocký se ve sborové práci soustředil na pravoslavnou duchovní tvorbu a nápěvy Podkarpatské Rusi, sbormistr Špaček se věnoval studování české tvorby a dalším příležitostným sborovým aktivitám. J. Černocký po roce 2016 přestal ve sboru působit a jediným vedoucím je od té doby J. Špaček.

## Koncertní příležitosti
Hlavními vystoupeními sboru bývají samostatné výroční koncerty, které se konají na různých místech v domovském Brně, např. v Barokním sále Místodržitelského paláce Moravské galerie nebo v tzv. Červeném kostele. Vedle toho je sbor zván i na rozmanité jednorázové nebo pravidelné slavnostní akce, jako jsou různá výročí, mše, zahajování vernisáží, otevírání novostaveb apod., a to i mimo Brno, někdy i v zahraničí (Berlín, Vídeň, Nitra). Pravidelně např. zpívá císařskou hymnu na mši připomínající blahoslaveného Karla Habsburského (vždy koncem října na brněnském Petrově). Roku 2020 připomněl 200. výročí narození skladatele P. Křížkovského koncertem v Brně a v jeho rodných Holasovicích. Roku 2024 se sbor coby specialista na sbory Bedřicha Smetany zapojil do připomínek 200. výročí skladatelova narození a několikrát vystoupil s jinými sbory i samostatně na různých akcích v Praze, Plzni a Litomyšli.
Příležitostně sbor spolupracuje a vystupuje také s dalšími dirigenty a sbormistry (Tomáš Krejčí, Veronika Hromková, Gabriela Tardonová, Murry Sidlin, Mojmír Bártek, Jan Ocetek), sólisty (sopranistky Ivana Píchová a Hana Škarková, altistky Ksenija Černocká a Veronika Chlebková, tenorista Marek Olbrzymek, barytonisté Jiří M. Procházka, Petr Císař, Martin Štolba, performerka Zuzana Fuksová), sbory a orchestry (APS Moravan – dlouhodobá spolupráce, Gloria Brunensis, Vox iuvenalis, Mezinárodní komorní sbor a orchestr Frankfurt-Praha, Slovanský komorní ansámbl, Mladí brněnští symfonikové) nebo tanečními soubory (Filigrán, Hradišťan).

## Portfolio
Základem repertoáru Lásky opravdivé jsou mužské sbory Leoše Janáčka (téměř všechny) a Bedřicha Smetany (kompletně), a dále desítky pravoslavných duchovních skladeb z rozličných prostředí i období (od středověku po 20. století). Sbor však má v repertoáru i řadu sborů Pavla Křížkovského, J. B. Foerstra, díla Antonína Dvořáka, A. B. Tovačovského, Josefa Nešvery, a nastudoval např. i tři kantáty od Bohuslava Martinů, několik děl E. F. Buriana a jiné velmi náročné skladby. Významná je též spolupráce sboru se skladatelem Tomášem Vtípilem.
Značkou a devízou sboru je jeho schopnost zpracovat raritní skladby rozličných žánrů a přistoupit k interpretaci s originalitou a entuziasmem, což souvisí i s jeho relativní mladostí (zpěváci jsou až na výjimky narozeni v letech 1985–2000). Příkladem toho je happening uskutečněný 1. března 2015 v Praze u příležitosti výročí narození Bedřicha Smetany, nebo účast na autorském čtení básnické sbírky Manfreda Chobota 27. června téhož roku, kdy sbor zpíval ve vodě v plaveckém bazéně. Během roku 2016 sbor vystupoval jako doprovod brněnské alternativní kapely Poletíme? Roku 2017 se účastnil projektu Docela tiše, v jehož rámci nastudoval 13. symfonii Dmitrije Šostakoviče a skladby Miloslava Kabeláče (koncerty v Brně, Mikulově, Terezíně, Vratislavi a Katovicích). Roku 2018 navázal sbor spolupráci s česko-německým dirigentem Janem Polívkou a spolu s dalšími tělesy provedl několik vrcholných sborů Leoše Janáčka ve Frankfurtu nad Mohanem, v Praze, na Soláni a dalších místech (akce se s mírně obměněným programem opakovala roku 2021 v Praze, Černošicích a Hejnicích). Roku 2019 se sbor zapojil do nastudování Koncertu pro sbor Alfreda Schnittkeho, pod vedením Jana Ocetka.